# Chaudhry Abdul Majeed
Chaudhry Abdul Majeed (Lahore, 1937 - Islambad, 2006) foi um paquistânes, tendo atuado como químico nuclear, especialista em armas e reatores nucleares. Ele é conhecido como um dos pioneiros do programa de armas nucleares do Paquistão e trabalhou em estreita colaboração com o projeto de reprocessamento de plutônio do ex-presidente da Comissão de Energia Atômica do Paquistão (PAEC), Munir Ahmad Khan. Recebeu destaque quando foi detido pelas agências de inteligência do Paquistão em uma operação conjunta em 2001. Foi também um dos membros fundadores da organização militante paquistanesa Ummah Tameer-e-Nau de Bashiruddin Mahmood, a qual causou um enorme constrangimento internacional ao Paquistão.

## Educação
Majeed foi educado em Lahore, Punjab, a época, parte do Império Indiano Britânico. Em 1955, ele estudou na Universidade de Engenharia e Tecnologia de Lahore, e em 1959 concluiu um duplo Bacharelado em Ciências (B.Sc.) em matemática e química. Ainda em 1959, foi admitido no High-Tension Laboratoryum departamento de física para os cursos avançados em ciências nucleares, na Government College University em Lahore onde obteve seu Mestrado em Ciências (M.Sc.) em química nuclear.
Em 1964, foi para a Bélgica com uma bolsa de estudos e frequentou a Universidade Católica de Leuven, tendo ali recebido seu Doutorado em Ciências (D.Sc.) em Química Nuclear em 1968. Ele continuou sua pesquisa acadêmica na instalação para pesquisas em  plutônio na Bélgica no final dos anos 1960. Majeed recebeu treinamento nas instalações nucleares de Tihange e Doel, na Bélgica. Como um cientista sênior, ele teve acesso a documentação classificada sobre a tecnologia do plutônio, informação importante para desenvolvimento de armas nucleares.  Majeed também trabalhou no Centro Internacional de Física Teórica a convite de Abdus Salam, entre nos anos 70 e 80. Ali, ministrou cursos avançados em química e matemática e publicou vários artigos de pesquisa no campo da espectroscopia, detectores de nêutrons e detectores de partículas.